# Pseudophaneroptera phillipsi
Pseudophaneroptera phillipsi är en insektsart som beskrevs av Henry, G.M. 1939. Pseudophaneroptera phillipsi ingår i släktet Pseudophaneroptera och familjen vårtbitare. Inga underarter finns listade i Catalogue of Life.